# Ove Hahn
Per Ove Lorentz Hahn, född 8 juni 1934 i Stockholm, död maj 2009, var under 39 år program- och artistchef på Gröna Lund.
Ove Hahn blev 1961 artist- och programchef på Gröna Lund i Stockholm och kvarstod i denna befattning till sin pensionering 1999. När han började var nöjesparken i behov av förnyad underhållning, och under Ove Hahns ledning började många världskända artister kontrakteras till Gröna Lund. Ove Hahn introducerade till exempel Evert Taube, vilken kom att under många år vara en av sommarens storstjärnor på Gröna Lunds Stora scen.
Ove Hahn var efter pensioneringen kommunalpolitiker för Moderaterna i Vallentuna, och bland annat ordförande i Kulturnämnden. Han var från 1958 gift med Catharina Nyström (född 1939).
En anekdot från tiden som artistchef på Gröna Lund handlar om Jimi Hendrix på en tidig turné i Sverige i maj 1967. Denne spelade över tiden och ville inte avsluta sin konsert för 15 000 åhörare, vilket ledde till att Ove Hahn till slut drog ut elsladden till förstärkaren. Händelsen utnyttjades av Vattenfall till en reklamfilm om behovet av elektricitet i oktober 2000, med autentiska filmklipp.